# Denominació d'origen
|  | Per a altres significats, vegeu «Denominació d'origen protegida». |

Una denominació d'origen (DO) és una indicació geogràfica que garanteix l'origen i la qualitat d'un producte (vi, oli, formatge, etc.) que està elaborat a partir d'unes determinades varietats i pràctiques establertes prèviament. Un consell regulador de la denominació d'origen vetlla pel compliment del reglament, porta el registre d'agricultors adherits, controla la producció i verifica la qualitat del producte.

## Altres noms
A la reglamentació europea els «vins de qualitat produïts en una regió determinada», etiquetats amb les sigles VQPRD, confonen la distinció que es fa als països de tradició vinícola entre DO i DOQ. Cal conèixer els noms de les indicacions equivalents en aquests països, ja que, com que solen incloure una C (de control de l'origen) al nom que utilitzen per al DO, és fàcil confondre's i pensar que són DOQ.
Els noms equivalents a la Denominació d'Origen (DO) als Estats comunitaris són:
- Grècia: Ονομασία προελεύσεως ελεγχόμενη (ΟΠΕ) (denominació d'origen controlada)
- Itàlia: Denominazione di Origine Controllata (DOC)
- Portugal: Denominação de origem (DO).
- Espanya: Denominación de Origen (DO).
- França, Bèlgica i Luxemburg: Appellation d'origine contrôlée (AOC). No hi ha vins belgues ni de Luxemburg equivalents a DOQ.
- Àustria: Districtus Austria Controllatus (DAC). No hi ha cap vi d'Àustria DOQ.

## Altres indicacions geogràfiques
Altres indicacions geogràfiques referides als vins són:
- Denominació d'Origen Qualificada (DOQ), amb uns controls rigorosos. Només n'existeix una als Països Catalans: Priorat.
- Vi de la terra, per als vins de taula amb indicació geogràfica tradicional on es garanteix només l'origen.

Encara que específicament una Denominació d'Origen s'aplica als vins, de forma genèrica s'utilitza per a totes les indicacions geogràfiques de diferents productes. Les altres indicacions són:
- Indicació Geogràfica (IG), per a les begudes espirituoses.
- Denominació d'Origen Protegida (DOP), per altres productes diferents del vi i de les begudes espirituoses.
- Indicació Geogràfica Protegida (IGP), quan només part de les qualitats són atribuïbles a l'entorn geogràfic.

## Vins amb denominació d'origen a l'àmbit catalanoparlant
- Vi de Catalunya[1]
  - DO Alella
  - DO Catalunya
  - DO Conca de Barberà
  - DO Costers del Segre
  - DO Empordà
  - DO Montsant
  - DO Penedès
  - DO Pla de Bages
  - DOQ Priorat
  - DO Tarragona
  - DO Terra Alta
- Vi del Rosselló:
  - AOC Banyuls (més AOC Banyuls Grand Cru)
  - AOC Cotlliure
  - AOC Costers del Rosselló (més AOC Costers del Rosselló els Aspres)
  - AOC Costers del Rosselló Vilatges
  - AOC Maurí
  - AOC Moscat de Ribesaltes (més AOC Gran Rosselló)
  - AOC Ribesaltes
- Vi del País Valencià:
  - DO Alacant
  - DO Utiel-Requena
  - DO València
- Vi de les Illes Balears:
  - DO Binissalem
  - DO Pla i Llevant
- Vi de l'Alguer:
  - DOC Alghero

A més, la DO Cava, encara que majoritàriament coincideix amb la DO Penedès, té una regió distribuïda per la península Ibèrica.